# مالی سیمز
 مالی سیمز (انگلیسی: Molly Sims؛ زادهٔ ۲۵ مهٔ ۱۹۷۳) یک هنرپیشه، و مانکن اهل ایالات متحده آمریکا است. وی از سال ۱۹۹۸ میلادی تاکنون مشغول فعالیت بوده‌است.
از فیلم‌ها یا برنامه‌های تلویزیونی که وی در آن نقش داشته است می‌توان به مرد پاسخ‌های مثبت ، استارسکی و هاتچ اشاره کرد.